# Wereldkampioenschappen karate 1986
De wereldkampioenschappen karate 1986 waren door de World Union of Karate-do Organizations (WUKO) georganiseerde kampioenschappen voor karateka's. De 8e editie van de wereldkampioenschappen vond plaats in het Australische Sydney van 21 tot 25 november 1986.

## Resultaten

### Kata
|       | Goud            | Zilver          | Brons            |
| Heren | Heren           | Heren           | Heren            |
| ----- | --------------- | --------------- | ---------------- |
| ind.  | Tsuguo Sakamoto | Tomoyuki Aihara | Dario Marchini   |
| team  | Japan           | Taiwan          | Joegoslavië      |
| Dames |                 |                 |                  |
| ind.  | Mie Nakayama    | Miki Hashimoto  | Claire Curtis    |
| team  | Taiwan          | Japan           | Verenigde Staten |

### Kumite
| Gewichtsklasse | Goud                | Zilver                  | Brons                                |
| Heren          | Heren               | Heren                   | Heren                                |
| -------------- | ------------------- | ----------------------- | ------------------------------------ |
| -60kg          | Hideto Nakano       | Yoichi Uchi             | Stewart MacKinnon Rudolphe Vallée    |
| -65kg          | Eizu Kondo          | Yuichi Suzuki           | Erik Pisspa Marc Van Reybrouck       |
| -70kg          | Thierry Masci       | Ko Hayashi              | Manuel Monzon Maurice Negro          |
| -75kg          | Kenneth Leeuwin     | José Carlos de Oliveira | Tom Lilovac Ian Napier               |
| -80kg          | Jacques Tapol       | Pat McKay               | José Manuel Egea Gianluca Guazzaroni |
| +80kg          | Vic Charles         | Geoff Thompson          | Waldemar Rauch Frank Bura            |
| Open           | Karl Daggfeldt      | Claudio Guazzaroni      | Dudley Josepa José Manuel Egea       |
| Team           | Verenigd Koninkrijk | Frankrijk               | Zweden Italië                        |
| Dames          |                     |                         |                                      |
| -53kg          | Sari Kauria         | Yumi Yanagisawa         | Yuko Hasama Sari Laine               |
| -60kg          | Ritva Varelius      | Molly Samuel            | Solveig Hansen Christine Ferguson    |
| +60kg          | Guusje van Mourik   | Kari Lunde              | Keiko Kawano Yvette Bryan            |

1970 · 1972 · 1975 · 1977 · 1980 · 1982 · 1984 · 1986 · 1988 · 1990 · 1992 · 1994 · 1996 · 1998 · 2000 · 2002 · 2004 · 2006 · 2008 · 2010 · 2012 · 2014 · 2016 · 2018 · 2021